# Árvay Lajos
Iszkázi Árvay Lajos (Zalaegerszeg, 1852. december 31. – Zalaegerszeg, 1924. augusztus 1.) Zala vármegye alispánja, földbirtokos, vármegye bizottsági tag, a "Zalamegyei Gazdasági Egyesület" tagja, a zalamegyei Országos Tulipánkert Szövetségnek a tagja.

## Élete
A nemesi származású  iszkázi Árvay család sarja. Apja iszkázi Árvay István (1818-1889), jogász, a Zalaegerszegi Ügyvédi Kamara elnöke, anyja Reisinger Karolina (1827–1854) volt. Az apai nagyszülei iszkázi Árvay Lajos (1795-1844) és a felsőpataki Bosnyák család sarja, felsőpataki Bosnyák Mária voltak. Az anyai nagyszülei Reisinger József és Adorján Mária voltak. Nagybátyja iszkázi Árvay Sándor (1826–1914), 1848-as honvéd hadnagy, járásbíró.
Alap tanulmányai befejezése után, majd jogot tanult és a vármegye közigazgatásába lépett. 31 évesen, 1883. december 17.-én lett Zala vármegye tiszti főügyésze egészen 1895. december 17.-ig; 1895. december 17.-e és 1906. szeptember 10.-e között pedig Zala vármergye főjegyzőjeként tevékenykedett. 1906. szeptember 10.-én Zala vármegye alispánja lett, tisztség amelyet 1917. február 12.-áig töltött be.

## Házassága és gyermekei
Zalaegerszegen, 1892. június 25-én feleségül vette a csáfordi Csillagh családból való csáfordi Csillagh Sarolta Paulina Borbála (*Bekeháza, 1860. február 26.–†Budapest, 1935. november 26.) kisasszpnyt, akinek a szülei csáfordi Csillagh László (1824-1876) Zala vármegye alispánja, országgyűlési képviselő, táblabíró, az Igazságügyi minisztérium osztálytanácsosa, földbirtokos és koronghi és tropóczi Gombosy Judit (1827–1892) voltak. Az apai nagyszülei csárfordi Csillagh Lajos (1789–1860), Zala vármegye alispánja, földbirtokos és nemes Koppány Borbála (1801–1880) voltak; az anyai nagyszülei koronghi és tropóczi Gombossy Pál (1771–1844) táblabíró, földbirtokos és farkaspatyi Farkas Julianna (1789–1847) voltak. Árvay Lajos és Csillagh Sarolta házasságából született:
- Árvay István László Lajos (*Zalaegerszeg, 1893. május 9.–†Budapest, 1959. július 25.), alezredes.[10] 1.f.: Sinkovics Mária (*Szombathely, 1896. november 13.).[11] 2.f.: Brokés Katalin.[12]
- Árvay Lajos László István (*Zalaegerszeg, 1894. április 4.–†Budapest, 1940. június 2.), m. kir. külkereskedelmi hivatali főelőadó.[13]
- Árvay Szilvia Karolina Judit (*Zalaegerszeg, 1896. március 10.) 1.f.: sassi Lovass Zoltán (*Érmihályfalva, 1891. március 24.–†Budapest, 1944. március 28.), alezredes.[14][15] 2.f.:  Biró István.
- dr. Árvay Kornélia Mária (Zalaegerszeg, 1906. január 16.–†Budapest, 1955. április 2.), gimnáziumi tanár. Hajadon.[16]